# 上野すばる
上野 すばる（うえの すばる、2月26日 - ）は、日本の女性漫画家。三重県上野市（現・伊賀市）出身。血液型はAB型。講談社の『なかよし』、『るんるん』等で活動していた。
1982年に『USOホントUFO』で第24回なかよし・少女フレンド新人まんが賞に入選し、デビュー。怪談系ホラーを得意としており、『なかよし』のホラー漫画別冊・増刊等での執筆が多かった。
代表作に『学校怪談』、『アナザードア 〜異世界怪奇譚〜』など。趣味は寝ること、カラオケ、読書。
2020年現在は、主に女性向け漫画を執筆。怪談系やホラーから離れ、人間ドラマを扱った作品を多く描いている。

## 作品リスト
- アイドルしましょ!（構成・夢雪湖[3]）
- ミラクルアベニュー1番地（原作・夢雪湖）
- うさぎちゃん ラブ・オール（原作・藤本ひとみ）
- 幸福堂
- 学校怪談（原作・北川久）
- 魔奇の学級日誌
- 赤のカイン
- 怪奇倶楽部
- アナザードア 〜異世界怪奇譚〜
- 見習い民生児童委員 熊切まどか